# 관지림
관지림(관지람, 중국어: 關之琳, 영어: Rosamund Kwan, 1958년 10월 18일~)은 홍콩에서 활동했던 여성 영화 배우다.
홍콩에서 출생하였으며 지난날 한때 중화인민공화국 랴오닝 성 선양에서 잠시 유아기를 보낸 적이 있는 그녀는 원래 아버지가 만주족(구왈기야씨) 출신이었으며, 어머니는 한족이었다.

## 드라마 출연작
- 1982 대장군 大將軍
- 1982 천당유로 天堂有路
- 1982 재견광우 再見狂牛

## 영화 출연작
- 1982 재견강호 再見江湖
- 1983 풍수이십년 風水二十年
- 1984 청와왕자 青蛙王子
- 1985 하일복성 夏日福星
- 1986 부귀열차 富貴列車
- 1987 용형호제 龍兄虎弟
- 1987 속프로젝트A A計劃續集
- 1989 지존무상 至尊無上
- 1990 성전풍운 聖戰風雲
- 1991 정고전가 整蠱專家
- 1991 황비홍 黃飛鴻
- 1991 호문야연 豪門夜宴
- 1992 황비홍ㅡ남아당자강 男兒當自強
- 1992 동방불패 東方不敗
- 1993 황비홍ㅡ사왕쟁패 獅王爭霸
- 1993 화전희사 花田囍事
- 1993 신선학신침 新仙鶴神針
- 1994 서초패왕 西楚霸王
- 1994 초한쟁패 楚漢爭霸
- 1996 모험왕 冒險王
- 1997 황비홍 6: 서역웅사 西域雄獅 - 십삼이 / 쇼군 역
- 2001 거장의 장례식 大腕 - 루시 역
- 2002 남혈인 衛斯理之藍血人
- 2002 절세호B 绝世好
- 2004 주두 做頭

## 가족
- 관산(부), 장빙첸(모)